# سیارک ۳۸۰۳
سیارک ۳۸۰۳ (به انگلیسی: 3803 Tuchkova، نامگذاری:1981TP1) سه هزار و هشتصد و سومین سیارک کشف شده‌است که در ۲ اکتبر ۱۹۸۱ کشف شد.
قدر مطلق سیارک برابر ۱۱٫۳۰ است.